# Dplus KIA
Dplus KIA (tên ngắn: DK; tên cũ: DWG KIA, Damwon Gaming; tiếng Hàn Quốc: 디플러스 기아) là một tổ chức thể thao điện tử chuyên nghiệp của Hàn Quốc. Đội tuyển Liên Minh Huyền Thoại của họ thi đấu tại LCK - giải đấu cấp cao nhất của khu vực Hàn Quốc. DK đã giành chức vô địch LCK đầu tiên vào ngày 5 tháng 9 năm 2020 sau khi đánh bại DragonX trong trận chung kết LCK Mùa Hè 2020.
Vào ngày 31 tháng 10 năm 2020, DK lọt vào trận chung kết Liên Minh Huyền Thoại 2020. Sau 3 năm vắng bóng các đội tuyển từ LCK, họ được giới chuyên môn đánh giá cao vì có những tuyển thủ xuất sắc. Trong trận chung kết DK đã đánh bại đội tuyển Suning với tỷ số 3-1, giúp họ có lần đầu giành được danh hiệu Vô địch thế giới.

## Lịch sử

### 2017
Damwon Gaming được thành lập vào ngày 28 tháng 5 năm 2017 sau khi nhà sản xuất máy tính Damwon mua lại đội tuyển Mirage Gaming của giải hạng 2 - Challengers Korea. Đội hình ban đầu của đội bao gồm người đi đường trên ĐKT Pro Legend, người đi rừng Crush, người đi đường giữa TRY, người đi đường dưới BeryL và người chơi hỗ trợ Hoit. Mặc dù có một khởi đầu mạnh mẽ và sự bổ sung của người đi đường giữa CooN vào giữa giải mùa hè, nhưng Damwon Gaming vẫn phải kết thúc ở vị trí thứ 5. Đội hình sau đó đã được sửa đổi, với Nuguri, Alive và tuyển thủ mới ShowMaker thay thế lần lượt Parang, BeryL và TRY. Nhưng đội hình mới lại không đạt được nhiều thành công tại LoL KeSPA Cup 2017 như mong đợi, vì vậy tại giải mùa xuân 2018 người đi rừng Punch và người đi đường dưới Veritas đã được đưa vào đội hình chính.

### 2018
Trong giai đoạn giải mùa xuân - Challengers Korea, BeryL đã thay thế Damwon một thời gian ngắn ở vị trí đường dưới trước khi đổi sang hỗ trợ. Tại mùa giải này Damwon xếp vị trí thứ 2 vòng bảng nhưng lại để thua Ever8 Winners ở vòng loại trực tiếp. Crush, Alive và Veritas rời đội ngay sau đó, và người đi đường dưới Nuclear gia nhập đội để bổ sung vị trí đường dưới còn trống.
Damwon thống trị giải mùa hè khi xếp thứ nhất tại vòng bảng và chỉ thua một trận trước Team BattleComics. Tại vòng loại trực tiếp vòng thăng hạng mùa xuân 2019 Damwon đã đánh bại Team BattleComics qua đó đủ điều kiện để tham dự LCK.
Damwon đã bị loại ở vòng hai của giải đấu bởi Griffin và kết thúc ở vị trí thứ 3-4. Người đi đường trên Flame gia nhập Damwon với tư cách là tuyển thủ dự bị sau khi anh ấy trở về Hàn Quốc sau một thời gian sống ở Hoa Kỳ - nơi anh ấy đã thi đấu trong hai năm. Người đi đường dưới Aries sau đó rời đội và gia nhập BBQ Olivers.

### 2019
Damwon đứng thứ 5 trong giai đoạn vòng bảng giải mùa xuân và đứng thứ 4 toàn giải sau khi để thua trong trận tranh hạng ba trước Kingzone DragonX. Mặc dù nhận được lời khen ngợi cho màn trình diễn trong giai đoạn vòng bảng, nhưng Flame lại không được thi đấu trong giai đoạn vòng loại trực tiếp, một quyết định khiến đội bị chỉ trích đáng kể từ người hâm mộ.
Damwon là một trong bốn đội LCK tham dự Rift Rivals 2019; LCK đã vô địch giải đấu sau khi đánh bại LPL của Trung Quốc ở vòng loại trực tiếp. Đội đã giữ nguyên toàn bộ đội hình của mình cho giải mùa hè và đứng thứ hai ở vòng bảng và thứ ba ở vòng loại trực tiếp khi để thua SKT T1 ở vòng loại 3. Damwon sau đó đã đánh bại Kingzone DragonX trong trận đấu cuối cùng của vòng loại khu vực để giành quyền vào vòng khởi động của Giải vô địch thế giới 2019. Đây là lần đầu tiên một đội đủ điều kiện tham dự LCK và CKTG trong cùng một năm.
Tại Chung kết thế giới 2019 Damwon được xếp vào bảng D của vòng khởi động, cùng với đội Royal Youth của Thổ Nhĩ Kỳ và Flamengo Esports của Brazil. Damwon sau đó đứng đầu bảng với thành tích bất bại, và đủ điều kiện tham dự vòng bảng - sự kiện chính sau khi đánh bại đội tuyển Việt Nam - Lowkey Esports tại vòng loại trực tiếp (vòng 2) - vòng khởi động.
Damwon được xếp vào bảng D của vòng bảng - sự kiện chính, cùng với Invictus Gaming của Trung Quốc, Team Liquid của Bắc Mỹ và ahq eSports Club của Đài Loan. Damwon một lần nữa đứng đầu bảng, nhưng sau đó bị loại khỏi giải đấu bởi G2 Esports của Châu Âu ở tứ kết.
DRX (trước đây là Kingzone DragonX), đã giới thiệu một số tân binh vào đội hình của mình trước LoL KeSPA Cup 2019, và đã loại Damwon khỏi giải đấu ở tứ kết.

### 2020
Bất chấp màn trình diễn của họ tại LoL KeSPA Cup 2019, đội hình của Damwon vẫn được giữ nguyên trong giai đoạn mùa xuân 2020. Đội đứng xếp thứ năm tại vòng bảng và thứ tư tại vòng loại trực tiếp, một lần nữa để thua trước DRX trong một loạt trận Bo5. Damwon là một trong ba đội LCK tham dự Mid-Season Cup 2020; tuy nhiên đội không vượt qua được vòng bảng và phải xếp hạng 5-6 chung cuộc.
Tiếp tục không thực hiện bất kỳ sự thay đổi đội hình nào một lần nữa, Damwon vẫn đứng đầu trong giai đoạn vòng bảng mùa hè với chỉ hai trận thua, qua đó tiến thẳng đến vòng chung kết giải mùa hè. Damwon sau đó đã đánh bại DRX trong trận chung kết và giành chức vô địch LCK đầu tiên vào ngày 5 tháng 9. 
Ngay sau đó, Damwon tham gia vào giải Chung kết thế giới (giải đấu cao nhất của bộ môn Liên minh huyền thoại). Với lối đánh kiểm soát chặt chẽ, giao tranh hợp lí, Damwon đã tiến thẳng vào trận chung kết của giải đấu, đối mặt với họ là Suning Gaming. Tại trận chung kết, Damwon đã dành chiến thắng thuyết phục sau khi thắng game 1, 3, 4 và giành lấy giải vô địch Chung kết thế giới năm 2020.
Tại kì chung kết thế giới lần thứ 10 được diễn ra tại Thượng Hại, Damwon được xếp vào bảng B cùng với JD Gaming, PSG Talon và Rogue, đội đã có 5 trận thắng và 1 trận thua xếp đầu bảng. Tiến vào tứ kết đội gặp DragonX, hai đội tuyển đã có cuộc chạm trán lại sau loạt trận chung kết LCK mùa Hè 2020, Damwon đã có được chiến thắng 3-0 dễ dàng trong loạt trận Bo5. Damwon chạm trán với đại diện Châu Âu G2 Esports trong trận bán kết, mặc dù được đánh giá là cuộc chạm trán ngang tài ngang sức, nhưng Damwon đã tận dụng các lợi thế và có được chiến thắng 3-1 trước đại diện đến từ Châu Âu. Sau 3 năm, LCK lại mới có đội tuyển gọp mặt trong trận chung kết, Damwon được đánh gia cao về kỹ năng và thực lực sẽ giúp LCK trở lại đường đua Chung kết thế giới sau 3 năm. Đội chám trán với Suning đội tuyển đến từ LPL, trong trận chung kết Damwon đã thể hiện lối đánh kiểm soát mục tiêu và tận dụng cơ hội, điều đó giúp họ có được chiến thắng trước Sunning với tỷ số 3-1, Damwon đã có lần đầu giành được danh hiệu Vô địch thế giới.